# Гели Мавропулу
Гели Мавропулу (на гръцки: Γκέλυ Μαυροπούλου или Γκέλλυ Μαυροπούλου) е гръцка театрална, кино и филмова актриса.

## Биография
Родена е на 21 октомври 1932 година в Солун, Гърция, в семейството на актьорите Ангелос Мавропулос и Марика Кревата. Учи в Драматичното училище към Художествения театър и бизнес в университета. Сред учителите ѝ в театралното училище са Карлос Кун, Василис Диамандопулос и Минос Воланакис. В 1955 година завършва Драматичното училище и в същата година излиза за пръв път на театраланата сцена в театър „Рекс“.
В периода 1955 - 1956 година е главна актриса в трупата на Динос Илиопулос и Мимис Фотопулус. След това сътрудничи в много театрални групи и участва в известни постановки. В 1957 година започва работа в Националния театър, където работи до 1961 година. Там участва в известни пиеси, сред които „Отело“, „Укротяване на опърничавата“ и други. От 1965 година сформира собствена трупа и заедно с тогавашния си съпруг Стефанос Стратигос участва в творби като „Дон Жуан“, „Червеният остров“ и други. Завръща се в Националния театър и участва в серия популярни постановки. В 1977 година е отличена с Първа награда на Фестивала на Итака за изпълнението си в „Хирошима ме обича“.
За пръв път се появява в киното в 1953 година. Участва в няколко мелодрами и комедии. В телевизията участва с роли в много сериали. Гели Мавропулу има много роли и в радио театъра.